# Giuseppe Tarantino
Giuseppe Tarantino (Gravina in Puglia, 22 luglio 1857 – Gravina in Puglia, 25 gennaio 1950) è stato un filosofo italiano e docente di filosofia morale e di pedagogia a Pisa.

## Biografia
Giuseppe Tarantino nacque a Gravina in Puglia da Filippo Tarantino, nobile locale, e Arcangela Maria Letizia Spagnuolo.
Studiò nel ginnasio della sua città, sotto la guida dello zio materno Nicola. Compì gli studi superiori a Pisa, dapprima come studente all'università della stessa città e successivamente come allievo della Scuola normale superiore di Pisa. Iniziò gli studi sotto la guida di Francesco Fiorentino. A ventidue anni conseguì la laurea in Lettere e Filosofia e seguì a Napoli il maestro Fiorentino fino alla sua morte, nel 1884.
In sua memoria dedicò al suo maestro il suo primo libro, intitolato I Saggi Filosofici e pubblicato nel gennaio 1885; nello stesso anno ottenne la docenza in filosofia teoretica. Inizia ad acquisire notorietà grazie ai saggi critici che pubblica sul Giornale Napoletano. Nel 1887 ottiene la cattedra di filosofia nel Liceo Antonio Genovesi di Napoli. Per ben dieci anni, lavorò all'opera Saggio sulla Volontà, pubblicato nel 1897. Ebbe anche una breve relazione con la fiorentina Bice, anche se era sentimentalmente legato ad un'altra donna di Gravina, conosciuta nel 1891 a Napoli, alla quale dedicò particolare cura. Dopo aver vinto il relativo concorso, gli fu assegnata la cattedra di filosofia teoretica all'Università di Palermo, ma per motivi sentimentali vi rinunciò.
Insegnò dal 1886 al 1888 al Liceo Marciano, anno in cui ottiene la cattedra di filosofia nel Liceo Genovesi. Per un periodo abbandonò la sua relazione sentimentale per ritornare a lavorare sulle sue opere. Agli inizi del Novecento, vinse il concorso per la cattedra di filosofia morale dell'Università di Pisa e questa volta accettò. A Pisa insegnò anche alla Scuola di Pedagogia, dove tra i suoi insegnanti figurò anche il futuro ministro Giovanni Gentile. La sua notorietà crebbe sempre più grazie ad alcuni suoi saggi critici pubblicati sulla Rivista di Filosofia Scientifica di Morselli, il più noto dei quali è su Locke.
Tra i suoi ex-studenti di Pisa più noti figurano Enrico De Nicola e il marchese Francesco Dentice di Accadia, prefetto di Pisa. Nell'ultima parte della sua vita tornò nella sua città natale Gravina in Puglia, dove visse nella casa di un nipote suo omonimo che aveva studiato sotto la sua egida a Pisa. Nel 1947 donò alla biblioteca "Ettore Pomarici Santomasi" di Gravina in Puglia una parte cospicua dei suoi libri.
A lui è stato intitolato il liceo scientifico della sua città natale Gravina in Puglia.

## Opere[4]
- Appunti di Filosofia ad uso dei giovani del Liceo, Filippo Toso, Aversa 1885.
- Saggi filosofici, Napoli, Vincenzo Morano, 1885.
- Studio storico su Giovanni Locke, in Rivista di Filosofia, II, Milano-Torino, F.lli Dumolard, 1886.
- Saggio sul criticismo e sull'associazionismo di Davide Hume, Napoli, Vincenzo Morano, 1887.
- In morte di Michelangelo Calderoni, Vecchi, Trani 1889.
- Saggio sulla volontà, Napoli, Tip. editrice F. di Gennaro e A. Morano, 1897.
- In morte di Antonietta Cagiati, nella necrologia per Gaetano e Antonietta Cagiati, Napoli 1898.
- Saggio sulle idee morali e politiche di Tommaso Hobbes, Napoli, Tip. F. Giannini & Figli, 1900
- Il problema della morale di fronte al positivismo e alla metafisica, Pisa, Tip. A. Valenti, 1901.
- Il principio dell'etica e la crisi morale contemporanea, Napoli, A. Tessitore & figlio, 1904.
- Il concetto dello stato ed il principio di nazionalità, Napoli 1917
- Discorso preposto alle traduzioni dal latino, dall’inglese e dal francese di G. Sottile. Napoli 1917.
- Leonardo da Vinci e la scienza della natura. Nel centenario di L. da Vinci, 1919.
- La politica e la morale. Discorso , Pisa, Tipografia editrice cav. F. Mariotti, 1920.
- Sulla riforma universitaria, in «Rivista di filosofia» 1921.